# Maslenica (Kustodiev)
Maslenica (in russo Масленица?) è un quadro del pittore russo Boris Michajlovič Kustodiev, dipinto nel 1916. Ne esistono varie versioni, una delle quali fa parte delle collezioni del museo russo di San Pietroburgo.

## Storia
Secondo il biografo di Kustodiev, il pittore apprezzava molto il tema della Maslenica per dei motivi personali. A tal proposito, una lettera di sua madre recita: "La tua nascita si festeggia da 23 anni durante la Maslenica. Dopo tutto, sei nato un giovedì di Carnevale e, probabilmente, è questo il motivo per il quale ti piacciono tanto i blini".
Le tele Maslanica, Trattoria moscovita, Devuška na Volge, il ritratto di L. B. Borgman, Žatva e altre furono inviate da Kustodiev il 28 febbraio del 1916 alla mostra di Mir iskusstva: l'artista non poté essere presente in quanto era malato e a breve si sarebbe dovuto sottoporre a una visita medica. La commissione per l'acquisto delle tele per il museo dell'Accademia di belle arti apprezzò molto la tela Maslenica e l'acquistò per 1750 rubli, assieme al dipinto Gruši di Igor' Grabar'. Ciò, tuttavia, fu motivo di scontro: uno dei membri della commissione, il pittore Ričard Aleksandrovič Berghol'c si oppose a questo acquisto di opere di Grabar' e Kustodiev. Anche Evgenij Lanceray e Dmitrij Kardovskij si unirono a questa protesta, lasciando la commissione. Il 22 marzo del 1916, S. P. Kračkovskij, d'altro canto, scrisse a Kustodiev: "Il'ja Repin mi ha scritto di essere entusiasta del vostro Maslenica".

### Versioni

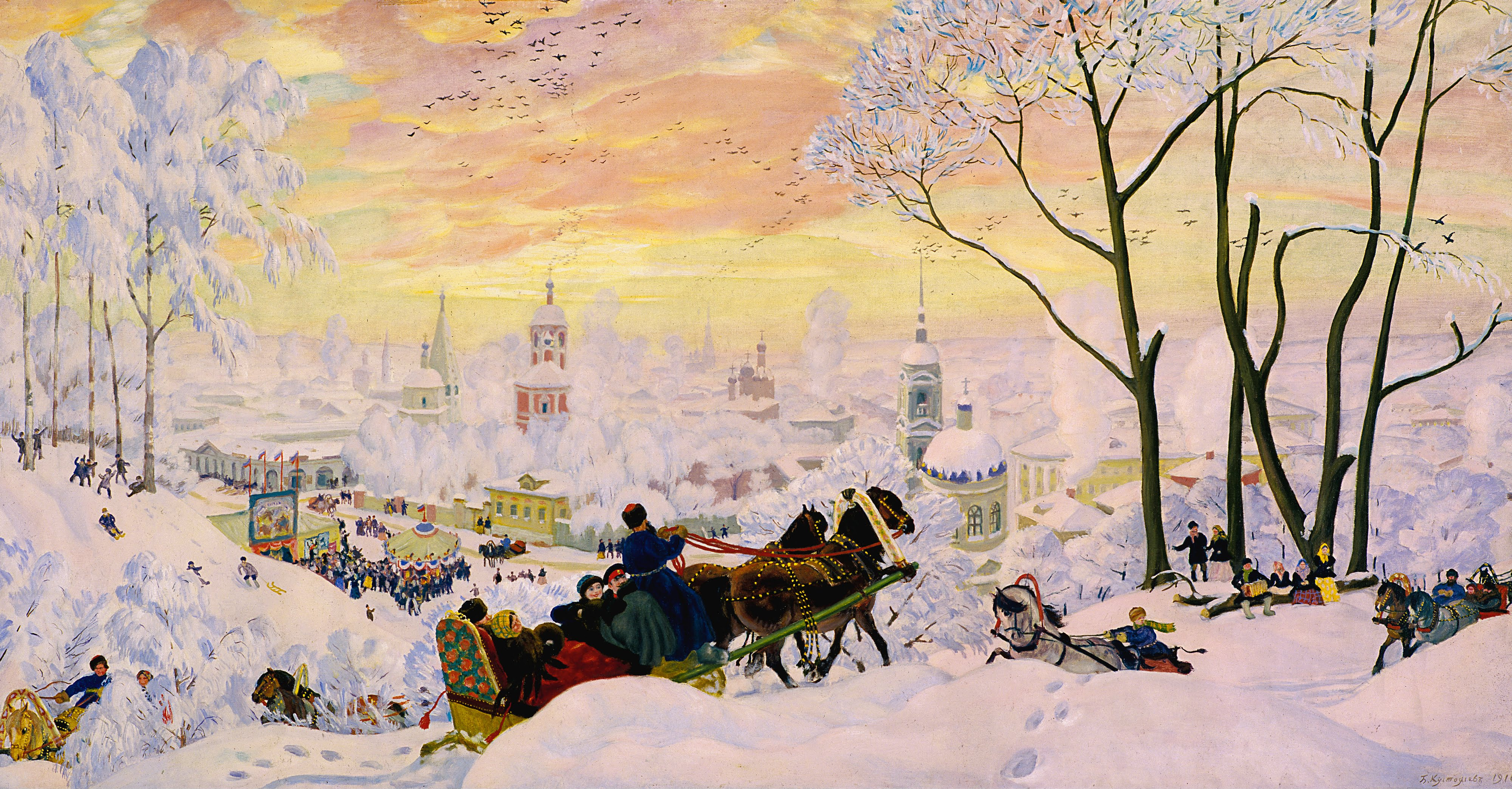
La versione della galleria Tret'jakov

Oltre al quadro conservato dal 1923 al museo russo (numero d'inventario 4358), esiste una versione più piccola, sempre dipinta nel 1916, che si trova alla galleria Tret'jakov (numero d'inventario 11.891; dimensioni 62,7 × 125,2 cm) dal 1929, proveniente dal museo russo.
Un quadro intitolato Guljan'e na maslenicy (Гулянье на масленицу, 1916) è stato venduto all'asta da Christie's, a Londra, per un totale di 91.750 sterline. 

## Descrizione
Il quadro è ambientato nel corso della festa popolare della Maslenica, che simboleggia la fine dell'inverno russo e avviene prima della Quaresima. Nel suo dipinto, Kustodiev dipinse vari eventi festivi presso una cittadina innevata, costellata dai campanili di varie chiese, dove tutto è in movimento: in primo piano avviene la corsa delle troiche, ossia le slitte, mentre sullo sfondo si trova un carosello. Kustodiev dipinse l'opera in uno stile vicino all'arte popolare, e dipinse con minuziosità dettagli come le piccole macchie di colore sulle vesti dei personaggi o le varie sfumature della neve. Dei paesaggi innevati simili a questi sarebbero comparsi in altre tele dipinte in seguito dal pittore russo, come Il bolscevico del 1920 e il Ritratto di Fëdor I. Šaljapin del 1922.

## Eredità

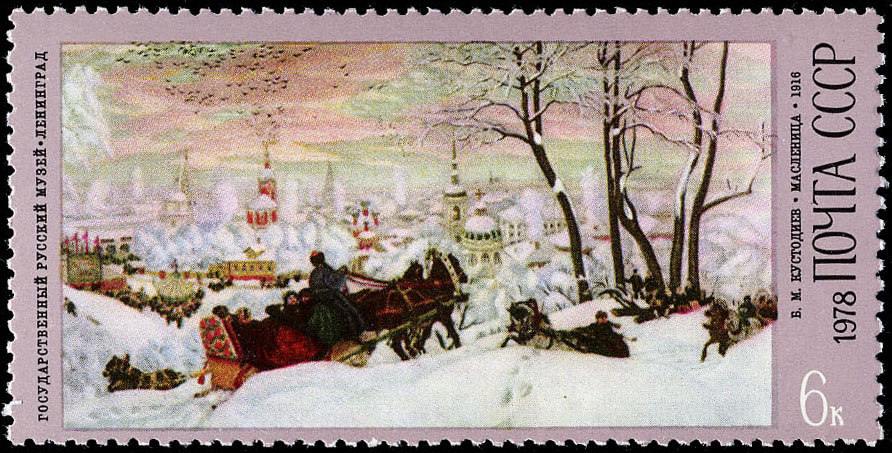
Un francobollo sovietico del 1978 dedicato a questo quadro

Nel 1978, venne dedicata una serie di francobolli a Kustodiev in quello che fu il centenario della sua nascita, e uno di questi riproduceva il quadro Maslenica.